# Theodore Dreiser
(Theodore Dreiser, Una tragedia americana)
Theodore Herman Albert Dreiser (Terre Haute, 27 agosto 1871 – Hollywood, 28 dicembre 1945) è stato uno scrittore e drammaturgo statunitense fra i maggiori esponenti del realismo e caposcuola del moderno romanzo americano.

## Biografia
Undicesimo di dodici figli di una famiglia d'origine tedesca cattolica, nacque a Terre Haute nello stato dell'Indiana da John Paul Dreiser, nato a Mayen nella Provincia del Reno e da Sarah Maria Schanab Dreiser, di famiglia Mennonita nata nei pressi di Dayton (Ohio). La sua famiglia rimase in condizioni economiche molto precarie: durante l'adolescenza, passata in piccoli insediamenti urbani dello stato, conobbe fame e privazioni. Riuscì ad arrivare all'università dopo aver fatto moltissimi mestieri.
Pubblicò il suo primo romanzo, Sister Carrie, nel 1900: il libro racconta la storia di una ragazza che si vende per raggiungere il successo. L'opera, considerata il suo capolavoro, fu ritirata e poi epurata perché considerata offensiva per la morale pubblica. Dreiser, tuttavia, ne trasse qualche vantaggio professionale e nel 1907 diventò direttore di una casa editrice. Poté poi fare esclusivamente lo scrittore nel 1911, quando il suo secondo romanzo Jennie Gerhardt, altra storia censurata di giovane donna perduta, ebbe un discreto successo.
Nel 1912 pubblicò Il finanziere, primo titolo della Trilogia del desiderio; nel 1914 continuò con Il titano, libro nel quale tratteggiò la figura del protagonista Frank Cowperwood, la cui scalata plutocratica ricalca la figura del vero industriale Charles Yerkes; per terminare con l'incompiuto, e postumo, Lo stoico, uscito nel 1947.
Fu con la Trilogia che Dreiser assunse un preciso connotato letterario: divenne interprete e cronista dello sviluppo finanziario ed industriale capitalista degli USA, che allora spostava il suo baricentro dalla East Coast alla neonata città di Chicago (1871). Egli affrescò nelle sue pagine, avvalendosi di ricerche documentate e di osservazioni di prima mano, un mondo ricco di nuove opportunità, spinte creative, di entusiasmi, gestito nei modi del determinismo sociale e della legge del più forte in contrasto con l'astuzia strisciante alla ricerca spasmodica del profitto.
Smania di potere, sesso ed intrighi sono il crogiuolo dal quale Dreiser ricavò le sue trame, talvolta risolte in uno stile un po' pesante e farraginoso, ma con una scrittura decisamente secca, ricca di sfumature e diretta in un inglese ineccepibile, sassone, con spunti vividi e la riscoperta di suoni dimenticati (echi di Balzac e Zola). Stile che può riferirsi all'introspezione acuta e terapeutica del romanzo, ora proteso alla ricerca della felicità, come scelta di ritorno ai classici, ora ai poemi etici moderni, come nella sua opera più riuscita, Una tragedia americana, allucinante parabola di un social climber ("arrampicatore sociale"), dalla quale è stata tratta anche una commedia di successo di Patrick Kearney, un film del 1931 (Una tragedia americana) ed uno sceneggiato televisivo dal medesimo titolo. Sempre nel 1931 fu il cofondatore e primo presidente della Fortean Society.

## Opere

### Romanzi
- Sister Carrie, 1900; La sorellina Carrie, N.Moneta, 1931, Il cammino di una donna, N.Moneta, 1946, Gli occhi che non sorrisero, Baldini & Castoldi, 1952, Nostra sorella Carrie, Einaudi, 1951, Rizzoli, 1957, Elliot, 2014
- Jennie Gerhardt, 1911, Jenny Gerhardt, Edizioni librarie italiane, 1945
- The Financier, 1912, Il finanziere, Einaudi, 1955
- The Titan, 1914, Il titano, Einaudi, 1948, Mattioli 1885, Fidenza 2017, traduzione di Livio Crescenzi ISBN 978-88-6261-628-7
- A history of myself: Dawn, Alba: storia di me stesso, trad. di Giovanna e Sergio Borelli, Feltrinelli, 1956
- Meravigliosa Chicago, Mattioli 1885, Fidenza 2015, from A history of myself: Dawn, traduzione di Nicola Manuppelli ISBN 978-88-6261-411-5
- The "Genius", 1915, Il "Genio", Baldini & Castoldi, 1954
- An American tragedy, 1925; Una tragedia americana, N.Moneta, 1930, Baldini & Castoldi, 1950, Accademia, 1973, Frassinelli, 1997
- The Bulwark, 1946, Il Difensore, Baldini & Castoldi, 1952, Il baluardo, Robin, 2022
- The Stoic, 1947, Lo stoico, Editori Riuniti, 1963

### Racconti
- Free and Other Stories, 1918
- Chains: Lesser Novels and stories, 1927
- Best short stories, Racconti, De Donato, 1971

### Testi teatrali
- Plays of the Natural and Supernatural, 1916
- The Hand of the potter, 1918, prodotto nel 1921

### Saggistica
- A Traveler at Forty, 1913
- A Hoosier Holiday, 1916
- Twelve Men, 1919
  - Piangeremo per questi sogni? (estratto della raccolta Twelve Man), Mattioli 1885, Fidenza 2011 traduzione di Nicola Manuppelli ISBN 978-88-6261-232-6
- Hey Rub-a-Dub-Dub: A Book of Mistery and Wonder and Terror of Life, 1920
- A Book About Myself, 1922; riedito senza censure col titolo Newspaper Days, 1931 [edizione integrale]
- The Color of a Great City, 1923
- Dreiser Looks at Russia, 1928
- My City, 1929
- A Gallery of Women, 1929
- Tragic America, 1931
- Dawn, 1931
- America is Worth Saving, 1941
- Notes on Life, a cura di Marguerite Tjader e J. McAleer, 1974
- Theodor Dreiser: Political Writings, a cura di Jude Davies, 2011

## Al cinema
- 1951 - Un posto al sole di George Stevens che ricevette 9 nomination al premio Oscar dal romanzo Una tragedia americana del 1925
- 1952 - Gli occhi che non sorrisero (Carrie) di William Wyler dal suo primo romanzo Nostra sorella Carrie (Sister Carrie) del 1900